# Borgholzhausen
Borgholzhausen – miasto w Niemczech, położone w kraju związkowym Nadrenia Północna-Westfalia, w rejencji Detmold, w powiecie Gütersloh. W 2010 roku liczyło 8620 mieszkańców. W pobliżu miasta wznosi się zamek Ravensberg.

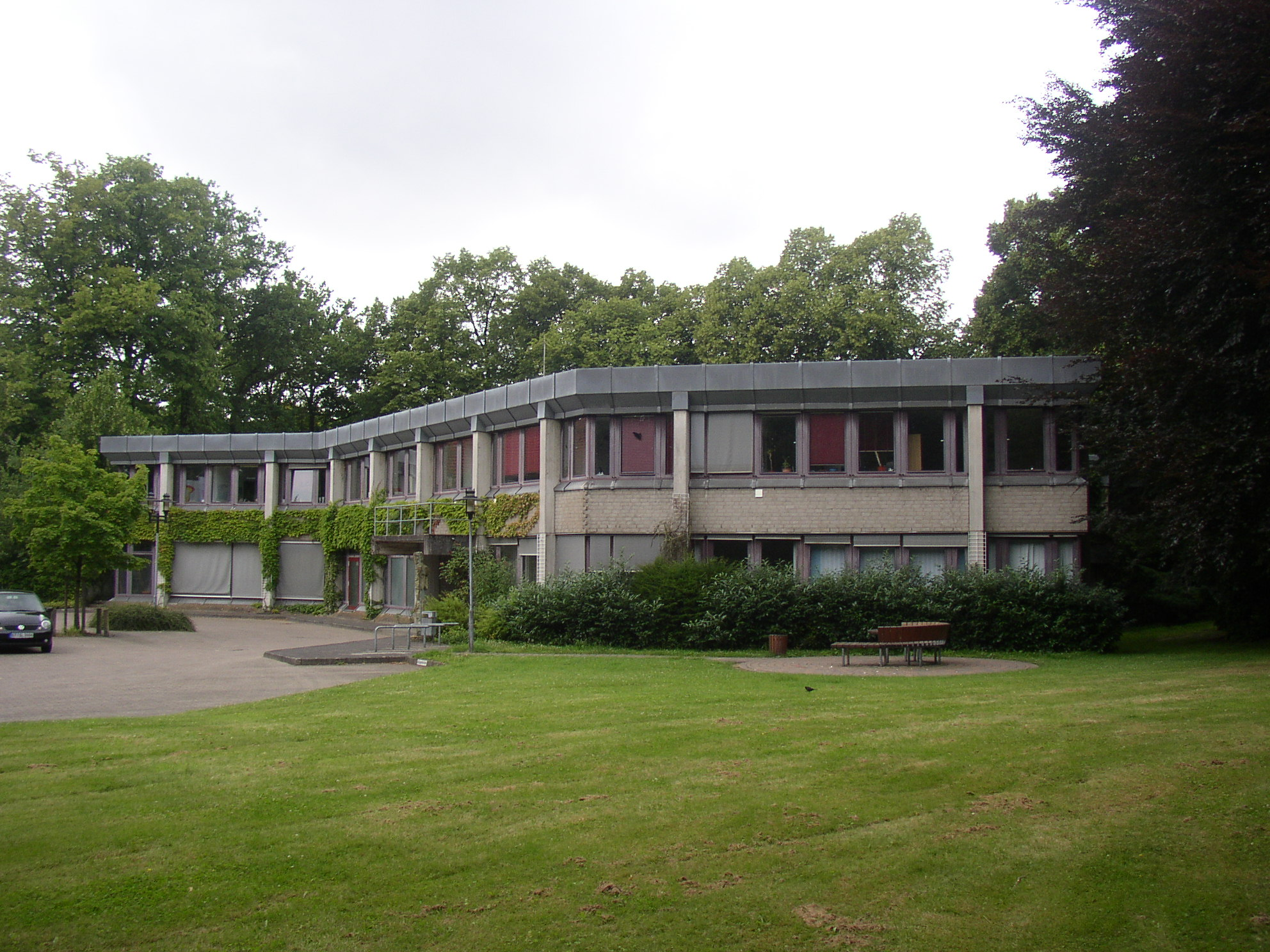
Ratusz w Borgholzhausen

## Współpraca
Miejscowości partnerskie:
- Lößnitz, Saksonia
- New Haven, Stany Zjednoczone